# Żaneta Pawlik
Żaneta Pawlik (ur. 1975 w Sosnowcu) – polska pisarka, członkini Unii Literackiej. 

## Życiorys
Ukończyła studia na Akademii Ekonomicznej w Katowicach (kierunek: Informatyka w Zarządzaniu i Marketingu oraz Reklama). Następnie kształciła się podyplomowo z zakresu Zarządzania Zasobami Ludzkimi na tamtejszej Akademii Górnośląskiej im. Wojciecha Korfantego. Specjalizuje się w zagadnieniach z zakresu zarządzania operacyjnego. Swój warsztat pisarski doskonaliła pod okiem Karola Maliszewskiego, Miłki Malzahn i Zbigniewa Kruszyńskiego. W 2022 zadebiutowała na rynku literackim powieścią obyczajową Mowy nie ma!. W wieku 40 lat zadebiutowała w teatrze. Przez blisko dziesięć lat występowała w spektaklach Lekkiego Teatru Przenośnego, działającego przy Centrum Kultury w Chorzowie. W 2024 wygrała konkurs pod nazwą O-po-wieść-o-graniczeniu organizowany przez Fundację Olgi Tokarczuk. W tym samym roku jej książka Za zasłoną milczenia została nominowana do głównej nagrody w plebiscycie Książka Roku 2024. Ponadto Żaneta Pawlik zwyciężyła w osiemnastej edycji Turnieju Sztuki Recytatorskiej Promuj Śląsk.
W swoich książkach podejmuje problematykę społeczną. W powieści Za zasłoną milczenia stawia pytanie o granice wolności. Prowadzi podcast Pisarskie Dywagacje. W 2025 ukazała się jej kolejna książka, Brzydcy ludzie. 

## Życie prywatne
Pochodzi z Sosnowca, mieszka w Katowicach. Ma córkę.

## Książki
- Mowy nie ma!, Wydanie I, Poznań: Wydawnictwo Zysk i S-ka, 2022, ISBN 978-83-8202-604-7.
- Tamarynd: marząc o lepszym jutrze, Wydanie I, Poznań: Wydawnictwo Zysk i S-ka, 2023, ISBN 978-83-8202-854-6.
- Światło po zmierzchu, Wydanie I, Poznań: Wydawnictwo Zysk i S-ka, 2023, ISBN 978-83-8202-947-5.
- Za zasłoną milczenia, Wydanie I, Poznań: Wydawnictwo Zysk i S-ka, 2024, ISBN 978-83-8335-151-3.
- Brzydcy ludzie, Wydanie I, Poznań: Wydawnictwo Zysk i S-ka, 2025, ISBN 978-83-8335-464-4